# 샌드라 데이 오코너
산드라 데이 오코너(영어: Sandra Day O'Connor, 1930년 3월 26일~2023년 12월 1일)는 미국의 법조인이자 미국 최초의 여성 대법관이다. 1981년 로널드 레이건 대통령은 오코너를 대법관으로 임명했고, 오코너는 2006년 퇴임할 때까지 25년간 대법관직을 수행했다.
대법관직을 맡기 전, 오코너는 애리조나주의 선출직 공무원과 판사 생활을 하기도 했다. 2005년 7월 1일, 오코너는 차기 대법관이 임명되는대로 은퇴하겠다고 발표했다. 조지 W. 부시 대통령은 처음에는 해리엇 마이어스를 지명했으나 곧 지명을 철회했고, 그 뒤에 새뮤얼 알리토를 지명했고, 청문회를 통과해 2006년 1월 31일에 얼리토는 오코너의 뒤를 이은 대법관이 되었다.
현재 오코너는 버지니아주 윌리암스버그에 있는 윌리엄 앤 매리 대학의 학장이며, 필라델피아에 있는 전국 헌법 센터의 신탁 이사회에서 이사로 일하고 있다.
2001년에 《레이디스 홈 저널》은 오코너를 미국에서 두 번째로 파워풀한 여성으로 선정했으며, 포브스는 오코너를 2004년에는 6번째, 2005년에는 36번째로 세계에서 가장 파워풀한 여성으로 선정했다. 포브스의 2004년 순위에서 오코너를 앞서 있던 미국 여성은 당시 국가 안보 보좌관인 콘돌리자 라이스와 상원 의원 힐러리 클린턴, 영부인 로라 부시 뿐이었다. 2009년 8월 12일, 버락 오바마 대통령은 오코너 전 대법관에게 민간인에게 주어지는 최고의 영예인 자유의 메달을 수여했다.
2018년 10월 23일 알츠하이머성 치매 진단을 받았다는 사실을 스스로 밝히면서 향후 공개 활동 중단을 선언했다.

## 대법관 임용 전
오코너는 텍사스주, 엘파소에서 헤리 알프레드 데이와 아다 메 윌키 사이에서 태어났다. 오코너는 아리조나주 던칸 주변의 목장에서 자라났다. 오코너는 이 목장에서의 경험을 가지고 자신의 남동생과 "레이지 비"(Lazy B)라는 책을 쓰기도 했다. 어릴 적 교육을 받게 되면서 오코너는 엘파소에서 외할머니와 함께 지냈으며, 공립 학교들과 사립 학교였던 래드포드 여학교를 다녔다. 오코너는 1946년 엘파소의 어스틴 고등학교를 6등으로 졸업했다. 오코너는 스탠포드 대학교에 진학해 1950년에 경제학을 전공하여 학사 학위를 받았고, 스탠포드 로스쿨로 진학하여 스탠포드 로리뷰(Stanford Law Review)의 편집인(editor)으로 활약했다. 이 당시 스탠포드 로리뷰의 편집장(chief editor)은 나중에 연방 대법원장을 지냈고, 스탠포드 로스쿨 졸업생 대표연설을 했던 윌리엄 렌퀴스트였다. 오코너와 렌퀴스트는 로스쿨에서 잠깐 사귀었다고 한다.
1952년 12월 20일, 오코너는 존 J 오코너와 결혼해 스캇, 브라이언, 제이 등 세 명의 아이를 낳는다. 로스쿨에서의 성적 등에도 불구하고 캘리포니아의 어떤 로펌도 여성인 오코너를 변호사로 채용하지 않았고, 한 로펌만이 법무 비서 역할을 제안했지만 변호사를 하고 싶었던 오코너는 이 제안을 거절했다. 오코너는 이후 공직으로 방향을 바꿔, 1952년부터 1953년 사이 캘리포니아주 산마테오 카운티의 카운티 검사보의 자리를 맡았으며 1954년부터 1957년동안에는 독일 프랑크푸르트에서 쿼터마스터 마켓 센터의 민법 변호사(civilian attorney)로 일했다. 1958년부터 1960년까지, 오코너는 아리조나 주 피닉스 근방의 메리베일에서 변호사로 일했으며, 1965년부터 1969년까지 아리조나 주의 주검찰 부총장을 맡았다. 1969년에 오코너는 공화당의 잭 리차드 윌리엄스 주지사에 의해 아리조나 주 상원의원으로 임명되었고, 2년 뒤 공화당 당적을 가지고 재선에 성공했다. 1973년, 오코너는 주 의회에서 공화당 원내대표가 된다.
1975년, 오코너는 아리조나주 마리코파 카운티 대법원의 선출직 판사가 되어 1979년까지 판사로 일했고, 이 후 민주당 주지사 브루스 배빗이 오코너를 아리조나 항소 법원에 판사로 임명한다. 아리조나 주 정부에서 일하는 동안 오코너는 입법부, 사법부, 행정부에서 모두 경험을 쌓았다.

## 대법원에서의 경험

### 임명

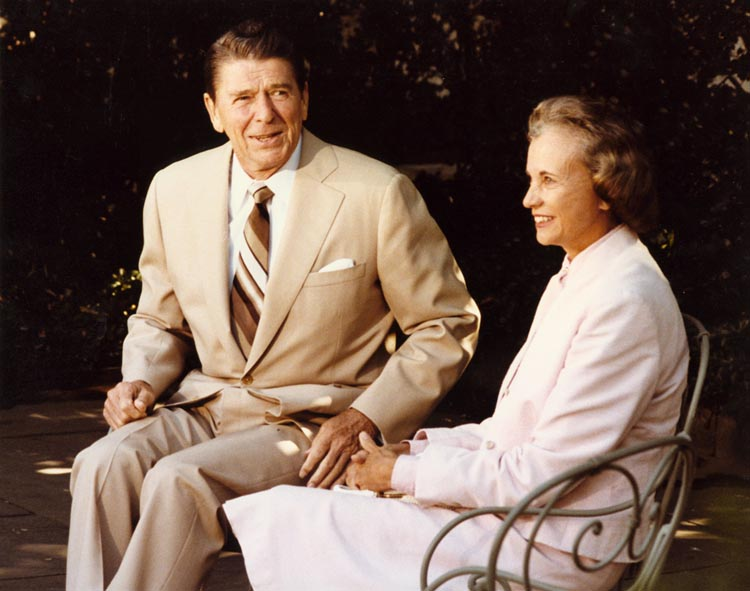
대법관 지명자 샌드라 오코너와 로널드 레이건 대통령이 1981년 7월 15일 백악관 뜰에서 대화를 나누고 있다.

로널드 레이건 대통령은 1980년의 대통령 선거 기간 중에 자신이 첫 여성 대법관을 임명하겠다는 공약을 내걸었다. 1981년 7월 7일, 레이건은 포터 스튜어트 대법관의 차기 대법관으로 오코너를 지명했다.
낙태 반대자들과 종교 단체들은 오코너가 로 대 웨이드 사건을 뒤집을 결정을 내리지 않을 것이라고 의심하며 오코너의 지명에 반대했다. 돈 니클스와 스티브 심스, 제시 헴스와 같은 상원의 공화당 의원들은 백악관에 전화해 자신들의 불만을 표시하기도 했다. 니클스는 "다른 낙태를 반대하는 공화당 상원의원은 [오코너를] 지지하지 않을 것"이라고 말하기도 했다. 오코너는 낙태에 대한 견해를 밝히기를 거절했지만, 낙태를 지지한다는 인상을 주지 않기 위해 사려깊게 행동했다. 오코너는 레이건에게 자신이 낙태를 금지하는 아리조나 법을 철회시키기 위해 투표했는지 기억이 나지 않는다고 말했다. 하지만 나중에 오코너가 1970년 주 상원에서 형법적으로 낙태를 처벌하는 것을 철회하는 법안에 찬성한 것으로 드러났다. 1974년, 오코너는 아리조나 병원들에서 낙태를 시술하던 방식을 금지하는데 투표하기도 했다.
레이건은 1981년 7월 6일 일기에 "오코너 판사를 불러 당신은 내가 지명한 사람이라고 말했다. 내 지지자들이 벌써 공격을 시작했다. 사람들은 오코너가 낙태에 찬성한다고 한다. 오코너는 낙태가 개인적으로 혐오감을 준다고 말했다. 나는 오코너가 좋은 대법관이 될 것 같다."고 적었다. 9월 21일, 상원은 오코너의 대법관 지명에 만장일치(99-0)로 찬성했다. 오코너는 대법관으로 일하며 첫 번째 해에 6만통이 넘는 편지를 받았으며, 이는 역사상 최다 편지로 남아있다.